# Anyone (canción de Justin Bieber)
«Anyone» es una canción del cantante canadiense Justin Bieber. Se lanzó como sencillo por Def Jam Recordings el 1 de enero de 2021. La canción fue escrita por Bieber, Michael Pollack, Raul Cubina y los productores Andrew Watt, Jon Bellion y The Monsters & Strangerz.

## Antecedentes
Bieber reveló el 10 de abril de 2020 durante un Instagram Live que había grabado una canción llamada «Anyone». El 30 de diciembre de 2020, Bieber anunció en Twitter que la canción se lanzaría el 1 de enero de 2021. Reveló la portada y un avance de 15 segundos de la música que acompaña a la canción. video al día siguiente.
Bieber realizó su primer concierto completo desde 2017, que incluyó la presentación debut de «Anyone». Hablando de la canción, Bieber dijo: «Anyone es una canción tan especial, esperanzadora y con un himno. Establece el tono para un año nuevo más brillante, lleno de esperanza y posibilidades».

## Composición
Es una pista pop inspirada en las décadas de 1980 y 1990 con un pulso rítmico. La canción tiene una duración de tres minutos y 10 segundos.

## Video musical
El video musical se estrenó en YouTube el 1 de enero de 2021. Fue dirigido por el director de videos musicales y cineasta estadounidense Colin Tilley y está protagonizado por la actriz estadounidense Zoey Deutch, quien interpreta al interés amoroso de Bieber en el video. Bieber interpreta a un boxeador de la década de 1940 cuyo poderoso amor por su otra mitad lo inspira a entrenar, pelear y eventualmente superar a un potencial KO en su camino para convertirse en campeón. Para el video musical, Bieber cubrió todos sus tatuajes.

## Posicionamiento en listas
| Listas (2021)                             | Mejor posición |
| ----------------------------------------- | -------------- |
| Alemania (Official German Charts)         | 30             |
| Australia (ARIA)                          | 5              |
| Austria (Ö3 Austria Top 40)               | 11             |
| Bélgica (Ultratop 50) Flanders            | 15             |
| Bélgica (Ultratop 50) Wallonia            | 33             |
| Canadá (Canadian Hot 100)                 | 2              |
| Canadá (AC)                               | 25             |
| Canadá (CHR/Top 40)                       | 4              |
| Canadá (Hot AC)                           | 14             |
| Dinamarca (Tracklisten)                   | 3              |
| Eslovaquia (Rádio Top 100)                | 82             |
| Eslovaquia (Singles Digitál Top 100)      | 9              |
| Estados Unidos (Billboard Hot 100)        | 6              |
| Estados Unidos (Adult Top 40)             | 19             |
| Estados Unidos (Mainstream Top 40)        | 12             |
| Estados Unidos (Rhythmic)                 | 29             |
| Francia (SNEP)                            | 161            |
| Global 200 (Billboard)                    | 3              |
| Hungría (Single Top 40)                   | 4              |
| Hungría (Stream Top 40)                   | 25             |
| Irlanda (IRMA)                            | 5              |
| Italia (FIMI)                             | 32             |
| Japón (Japan Hot 100)                     | 75             |
| Noruega (VG-lista)                        | 2              |
| Nueva Zelanda (RMNZ)                      | 9              |
| Países Bajos (Dutch Top 40)               | 7              |
| Países Bajos (Single Top 100)             | 5              |
| Portugal (AFP)                            | 35             |
| Reino Unido (UK Singles Chart)            | 4              |
| República Checa (Singles Digitál Top 100) | 19             |
| Singapur (RIAS)                           | 4              |
| Suecia (Sverigetopplistan)                | 6              |
| Suiza (Schweizer Hitparade)               | 12             |

## Certificaciones
| País (organismo certificador) | Certificación | Unidades certificadas |
| ----------------------------- | ------------- | --------------------- |
| Australia (ARIA)              | Platino       | 70 000                |
| Canadá (Music Canada)         | Oro           | 40 000                |
| Dinamarca (IFPI)              | Platino       | 45 000                |
| Estados Unidos (RIAA)         | Oro           | 500 000               |
| Nueva Zelanda (RIANZ)         | Oro           | 15 000                |
| Reino Unido (BPI)             | Plata         | 200 000               |

## Historial de lanzamiento
| País        | Fecha              | Formato                      | Discográfica | Ref    |
| ----------- | ------------------ | ---------------------------- | ------------ | ------ |
| Varios      | 1 de enero de 2021 | Descarga digital y streaming | Def Jam      | [ 52 ] |
| Italia      | 4 de enero de 2021 | Contemporary hit radio       | Universal    | [ 53 ] |
| Reino Unido | 9 de enero de 2021 | Adult contemporary radio     | Def Jam      | [ 54 ] |